# Ackerman (Misisipi)
Ackerman es un pueblo del Condado de Choctaw, Misisipi, Estados Unidos. Según el censo de 2000 tenía una población de 1.696 habitantes y una densidad de población de 291.0 hab/km².

## Demografía
Según el censo de 2000, había 1.696 personas, 711 hogares y 430 familias residiendo en la localidad. La densidad de población era de 291,0 hab./km². Había 781 viviendas con una densidad media de 134,0 viviendas/km². El 62,97% de los habitantes eran blancos, el 34,85% afroamericanos, el 0,24% amerindios, el 0,59% asiáticos, el 0,94% de otras razas y el 0,41% pertenecía a dos o más razas. El 1,47% de la población eran hispanos o latinos de cualquier raza.
Según el censo, de los 711 hogares en el 29,4% había menores de 18 años, el 38,8% pertenecía a parejas casadas, el 17,4% tenía a una mujer como cabeza de familia y el 39,5% no eran familias. El 37,0% de los hogares estaba compuesto por un único individuo y el 16,7% pertenecía a alguien mayor de 65 años viviendo solo. El tamaño promedio de los hogares era de 2,27 personas y el de las familias de 3,00.
La población estaba distribuida en un 24,6% de habitantes menores de 18 años, un 7,8% entre 18 y 24 años, un 25,8% de 25 a 44, un 21,6% de 45 a 64 y un 20,2% de 65 años o mayores. La media de edad era 39 años. Por cada 100 mujeres había 81,8 hombres. Por cada 100 mujeres de 18 años o más, había 76,0 hombres.
Los ingresos medios por hogar en la localidad eran de 21.287 dólares ($) y los ingresos medios por familia eran 30.511 $. Los hombres tenían unos ingresos medios de 30.588 $ frente a los 20.739 $ para las mujeres. La renta per cápita para la ciudad era de 13.486 $. El 24,7% de la población y el 17,8% de las familias estaban por debajo del umbral de pobreza. El 33,2% de los menores de 18 años y el 20,1% de los habitantes de 65 años o más vivían por debajo del umbral de pobreza.

## Geografía
Según la Oficina del Censo de los Estados Unidos, la localidad tiene un área total de 5,9 km², todos ellos correspondientes a tierra firme.